# Teagueia portillae
Teagueia portillae är en orkidéart som beskrevs av Carlyle August Luer. Teagueia portillae ingår i släktet Teagueia och familjen orkidéer.
Artens utbredningsområde är Ecuador. Inga underarter finns listade i Catalogue of Life.